# Douglas Allen Booth
Pour les articles homonymes, voir Douglas Booth et Booth.
Douglas Allen Booth, 3e baronnet (né le 2 décembre 1949) est producteur de télévision, écrivain et dessinateur anglo-américain.
En 1991, il épouse Yolanda Scantlebury et ont deux filles.
Son cadet, le géologue Derek Booth, est héritier présumé du titre de baronnet.

## Blason Booth
Blason : D'argent à trois hures arrachées de sanglier en pal de sable, en chef l'augmentation de baronnet

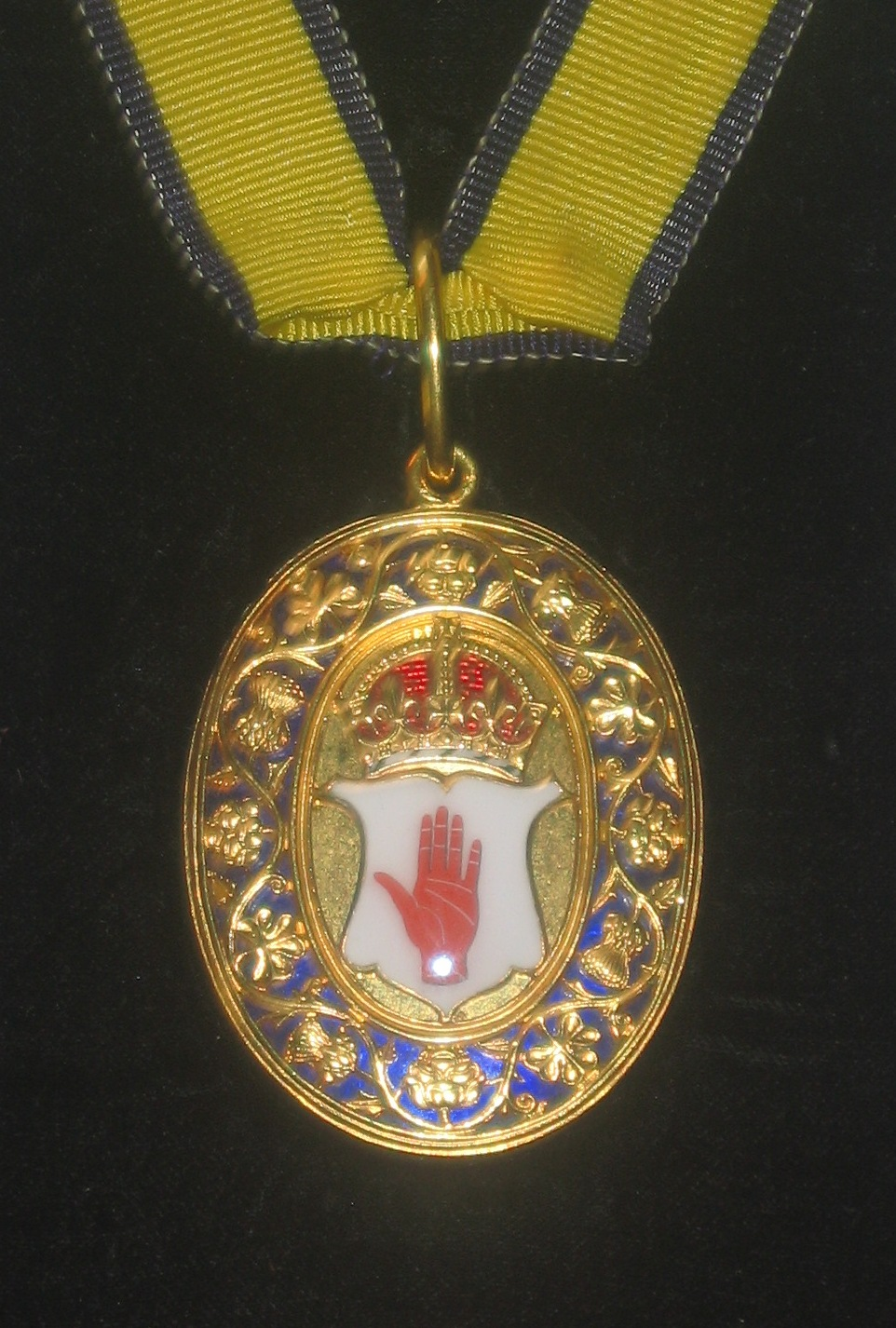
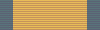

Devise : (la) Quod Ero Spero.